# Joakim Nilsson (calciatore 1966)
Joakim Nilsson (Landskrona, 31 marzo 1966) è un ex calciatore svedese, di ruolo difensore.